# National Catholic Register
Il National Catholic Register  è il più antico periodico cattolico degli Stati Uniti. Fondato nel 1927 come settimanale, al 2019 era un quindicinale  con una tiratura inferiore alle 25 000 copie.

## Descrizione
Pubblicato dalla Circle Media, Inc., a partire dal 1995 è gestito da padre Owen Kearns, appartenente ai Legionari di Cristo. Nel 2011 è stato rilevato da EWTN Network di cui Tim Busch è uno dei principali amministratori. Il caporedattore è Jeannette DeMelo.
La Regain Network cura una rassegna stampa online del giornale, che viene spesso citato o ripubblicato anche dal sito catholic.net.

## Linea editoriale
A differenza dei giornali non allineati con la gerarchia cattolica come il National Catholic Reporter, il Commonweal o The Tablet, il National Catholic Register osserva rigorosamente alla dottrina sociale della Chiesa e, nello steso tempo, è un organo di stampa conservatore in materia di etica e morale, fedele alle prescrizioni del Magistero contrarie all'aborto, ai matrimoni gay, alla ricerca sulle cellule staminali embrionali, alla clonazione umana e alla fecondazione in vitro.
I suoi articoli trattano anche delle nuove povertà e della pena di morte.